# SY Morning
O DS Morgenen foi construído em 1871 em Tønsberg, na Noruega. O navio do tipo baleeiro era equipado para navegação em alto mar. 
O Morgenen foi vendido em 1901 para Grã-Bretanha e utilizado como navio de resgate a Expedição Discovery (1901-1904) de Robert Falcon Scott. O navio fez duas viagens para a Antártida para apoiar a expedição. Entre as duas viagens, em 1903, foi renomeado SY Morning.

## Expedição Discovery

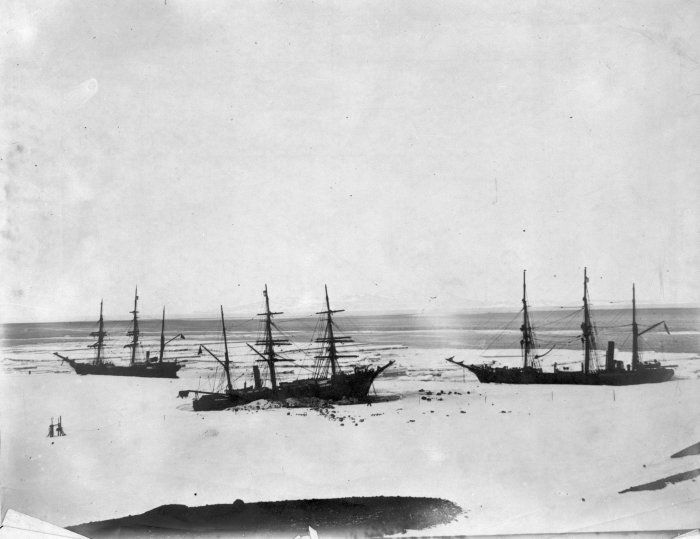
O Discovery e os dois navios de socorro Morning e Terra Nova fotografados na Antártica na Expedição Antártica Nacional Britânica.

Em 1903, navegou juntamente com o navio de exploração Terra Nova para uma operação de ajuda ao Discovery, da Expedição Discovery liderada por Robert Falcon Scott, que ficou preso no gelo no Estreito de McMurdo.

## Naufrágio
No outono de 1914, ela afundou nas Ilhas Faroé no caminho para o Mar Branco. Na oportunidade estava carregado com munição para as forças de Nicolau II da Rússia aliadas nos ingleses na Primeira Guerra Mundial.